# Военный талант
«Военный талант» (англ. Talent for War) — научно-фантастический роман американского писателя Джека Макдевита, впервые опубликованный издательством Асе Books в 1989 году, первый из серии произведений про торговца космическим антиквариатом Алекса Бенедикта. Роман рассказывает об истории расследования главного героя Алекса Бенедикта обстоятельств таинственного проекта, над которым работал его дядя перед смертью. Это расследование ведет героя глубоко в историю прошедшей войны между человеческой цивилизацией и соседней цивилизацией чужих и бросает вызов основополагающим мифам нынешнего правительства.

## Сюжет

### Вселенная серии романов
История романа развивается приблизительно через 10 000 лет от нашего времени (приблизительно 11 600 °C.E.). Как стало ясно в более позднем романе про Алекса Бенедикта «Искатель», в ходе развития истории человеческая цивилизация вышла в космос и распространилась через значительную часть Рукава Ориона нашей галактики. Роман связан с двумя временными периодами — временем главного героя, Алекса Бенедикта, и примерно за 200 лет до его времени, которая рассказывается через предысторию.
Человечество, в ходе космической экспансии, обнаружило руины одной погибшей инопланетной технологической цивилизации и столкнулось с другой, живой и процветающей цивилизацией ашиуров. Сфера миров ашиуров описывается автором как примыкающей к мирам человеческой цивилизации по периметру — первый контакт состоялся не менее чем за несколько сотен лет до истории сюжета. Автор сообщает, что цивилизация ашиуров была примерно на том же технологическом уровне, что и человеческая, а сами они принадлежат к гуманоидам — двуногие, более крупные, чем средний человек, двух полов, происходящие от хищников, и интересующиеся тем же биологическим типом планет, что и люди. Сообщается, что ашиуры не способны воспроизводить устную речь без механических приспособлений, поэтому часто их называют «немыми». Ашиуры являются телепатами и создали свое общество, основанное на обмене мыслями. У них есть способность с некоторым трудом «читать» человеческие мысли и эмоции. Ашиурская цивилизация характеризуется как гораздо более древняя, чем человеческая цивилизация (приблизительно 75 000 лет против, вероятно, 15 000), но развивающаяся гораздо медленнее. Важно отметить, что ашиурам человеческий динамизм и хаотичность кажутся угрожающими, а люди — агрессивными, ненадежными и неэтичными. Себя ашиуры считают более развитым типом, чем людей.
Макдевитт описывает человеческую цивилизацию как распространившуюся во многих мирах галактики, большинство из которых были независимы друг от друга. Все миры поддерживают связи с Землей, но трудности межзвездного путешествия привели к отсутствию централизованного правительства. Многие человеческие миры сохранили свои собственные вооруженные силы, но не было центрального правления. Связь между мирами ограничивалась путешествием на межзвездных кораблях, в которых использовались магнитные двигатели для ближних и средних расстояний в звездных системах и сверхсветовые межзвездные двигатели Армстронга, посредством которых корабли могли перемещаться между звездными системами через так называемое «пространство Армстронга». Как во время предыстории, так и во время протагониста, навигация с использованием двигателей Армстронга достаточно неточна, так как корабли по соображениям безопасности выходят из пространства Армстронга (материализуются) далеко от звезд и планет, и перемещаются на значительные расстояния с помощью магнитных двигателей. Кроме того, путешествие через пространство Армстронга занимает много времени — как описано в романе, преодоление 3 000 световых лет занимает около семи месяцев, из которых около пяти месяцев проводится в пространстве Армстронга. Важно и то, что многие люди, такие как Алекс Бенедикт и большинство ашиуров, физически плохо реагируют на переходы в пространство Армстронга и из него.
Как было описано в предыстории, после первого контакта с ашиурами, между человеческим и инопланетным цивилизациями возрастает трение, развиваясь от «холодной войны» до все большее число небольших, а затем и более крупных военных столкновений, в которых преобладали ашиуры. Независимые правительства человеческих миров реагируют на ашиурскую угрозу в основном отговорками и самообманом, не желая вступать в полномасштабную войну. И только несколько человеческих миров во главе с Деллакондой реагируют более активно, сформировав небольшую военную силу, основанную вначале в основном на флоте Деллаконды. Они начинают вести партизанскую войну, известную как «Сопротивление» против ашиуров. Предыстория начинается именно с этого этапа истории, хотя в строго хронологической последовательности это не сказано.

### Основной сюжет
Торговец антиквариатом Алекс Бенедикт получает сообщение, из которого узнает, что его дядя Габриэль был среди пассажиров межзвездного лайнера, который несколько дней назад бесследно исчез в пространстве Армстронга (аналог гиперпространства в романе). Позже от адвокатов его дяди приходит послание, информирующее Алекса, что он стал наследником дяди. Адвокаты передают ему запечатанное сообщение от Гейба. Алекс узнает, что его дядя работал над неким археологическим проектом, который Алекс должен расследовать сейчас, когда его дяди больше нет. В послании Гейб просит Алекса вернуться домой на планету Окраина, и заглянуть в зашифрованный файл «Лейша Таннер». В сообщении не говорится о характере проекта, но упоминается Хью Скотт, старый знакомый дяди. Однако по пути к Окраине Алекс узнает, что домашний искин Джейкоб был отключен, а дом его дяди — ограблен. Придя домой, Алекс узнает, что файл Таннер пропал, а все компьютерные записи Гейба уничтожены.
Алекс узнает, что его дядю интересовало Сопротивление, имевшее место два века назад и связанное с большой межзвездной войной. Эта война происходила между человечеством и ашиурами — инопланетной цивилизацией, схожей по интересам с людьми. Ключевой фигурой того времени является Кристофер Сим — бывший школьный учитель с планеты Деллаконда, а заодно и легендарный герой человечества, который с нуля создал собственный боевой космофлот, а потом сумел сплотить множество населенных планет для общего противостояния ашиурам. Только благодаря ему люди сумели свести войну к ничьей. Согласно общепринятой исторической картине, Сим погиб в бою с ашиурами незадолго до подписания договора о союзе планет. Начиная расследовать проект Гейба, Алекс все больше погружается в историю Сопротивления.
Алекса неожиданно посещает женщина по имени Чейз Колпат. Выясняется, что перед своим исчезновением Габриэль Бенедикт нанял Чейз в качестве пилота. По словам Чейз, Гейб хотел изучить маршрут последнего полета корабля «Тенандром», на котором летал Хью Скотт. Этот корабль исследовал звездное скопление «Дама-под-Вуалью» за три года до исчезновения Гейба, но нарушил график полета, слишком рано вернувшись на базу. Он явно что-то нашел. Алекс недоумевает: его дядя сам был профессиональным пилотом и не нуждался в услугах Колпат. Единственное разумное объяснение состоит в том, что на обратном пути планировалось управление двумя кораблями. Бенедикт начинает догадываться, что Гейб искал уцелевший деллакондский корабль времен Сопротивления. Таких кораблей почти не осталось: единственный музейный экземпляр представляет собой пустой корпус без двигателей и оружия. Алекс сам нанимает Чейз и просит ее помочь в расследовании.
Алекс и Чейз исследуют данные о рейсе Тенандрома, но не находят никаких признаков чего-то необычного. Официальной причиной раннего возвращения корабля была поломка систем управления. Тем не менее, подробная информация о рейсе засекречена, что вовсе не является обычной практикой. Далее Алекс пытается посетить Хью Скотта, но обнаруживает, что тот был вдали от дома в течение нескольких месяцев. Один из его соседей отмечает, что характер Скотта изменился со времен полета Тенандрома: как и дядя Алекса, Скотт стал одержим Сопротивлением и Кристофером Симом.
Узнавая все больше об истории Сопротивления, Алекс озадачен тем фактом, что во время войны флот Сима, равно как и он сам, присутствовал и действовал в местах, невозможных по известным законам физики. Создается впечатление, что флагман Сима «Корсариус» мог мгновенно переноситься между звездами, отдаленными в пространстве Армстронга на недели пути. Алекс, пытаясь узнать правду, связывается с местным представительством ашиуров, чтобы просмотреть их записи о войне, которые могут пролить свет на проблему. Он встречается с дипломатом по имени С’Калиана и впервые ощущает контакт с нечеловеческим разумом: ашиуры — телепаты, умеющие, при желании, читать мысли любого разумного существа. Становится ясно, что историки ашиуров тоже осознают проблему одновременного присутствия Сима в отдаленных местах, но объясняют это предположением, что флот Сима имел несколько похожих космических кораблей, замаскированных под "Корсариус". По мнению ашиуров, это было необходимо для ведения психологической войны.
Параллельно выясняется, кто именно обокрал дом Гейба: это сделала оппозиция, считающая ашиуров врагами, ждущими лишь удобного часа, чтобы напасть на людей. Представительница оппозиции возмущена визитом Алекса к пришельцам: она уверена, что теперь С’Калиана, благодаря его телепатическим способностям, знает все о проекте Гейба.
Алекс и Чейз прибывают на Деллаконду, после чего посещает дом Кристофера Сима и школу, где он преподавал до войны; оба объекта охраняются как святыни и превращены в музеи. Встреча с Хью Скоттом ничего не дает: тот не сообщает ничего нового, но утверждает, что есть веская причина держать в секрете открытие Тенандрома. Герои романа оказываются в тупике: они не могут получить доступ к засекреченной информации с корабля, а Хью Скотт молчит.
Онако Алекс неожиданно находит подсказку в стихотворении Уолдорфа Кэндлза, который был современником Кристофера Сима. В его стихотворении «Лейша», посвященном Лейше Таннер, влюбленной в Кристофера, есть фраза «ищет колесо из звезд». Проведя поиск в сети, Алекс и Чейз узнают, что после гибели Сима Лейша раз за разом уходила в космос на одноместном корабле, явно что-то разыскивая. Использовав компьютеры, которые за два века стали значительно мощнее, Алекс находит в "Даме-под-Вуалью" систему, из которой видно звездное колесо. Алекс и Чейз арендуют корабль, после чего начинают двухмесячное путешествие через пространство Армстронга.
В месте назначения они находят красную карликовую звезду с двумя планетами, одна из которых пригодна для жизни. По орбите вокруг нее двигается военный корабль деллакондцев, который три года назад был обнаружен Тенандромом. Это — легендарный "Корсариус" Кристофера Сима, очертания которого знает каждый школьник. Историки заблуждались — Сим не погиб в битве, но пал жертвой заговорщиков.
Алекс, знающий историю лучше Чейз, открывает ей правду: в конце войны Кристофер сломался, и ему изменило если не мужество, то решимость. Возмущенный пассивностью остальных человеческих планет, Сим больше не желал терять своих людей за призрачный союз планет, который все никак не возникал. Он не хотел строить звездную Конфедерацию на костях своих друзей. Сим решил вступить в переговоры с ашиурами. Однако его соратники не могли этого допустить: Кристофер был живым символом Сопротивления. Арестовав Сима, заговорщики послали в бой точную копию "Корсариуса", которая и была потом уничтожена. Жертвенная гибель Кристофера Сима широко освещалась в СМИ многих человеческих миров, и это вдохновило планеты на массовое участие в войне. Автор приводит аналогию между Кристофром Симом и царем древней Спарты Леонидом и фермопильским сражением 300 спартанцев.
Самого же Сима заговорщики высадили на необитаемую планету, собираясь позже вернуться за ним. Но война продолжалась, и все люди, знавшие правду, вскоре были уничтожены. Осталась только Лейша Таннер, знавшая о заговоре и звездном колесе, но неспособная найти нужные координаты: компьютеры двухвековой давности такого не могли. Не зная, где именно высадили Кристофера, она год за годом летала в звездное скопление — настолько часто, что на ее отлучки обратил внимание поэт Кэндлз.
Алекс, спустившись вниз и обыскав планету, находит дом Сима, где он жил какое-то время. Там нет никаких записей, и дальнейшая судьба Сима неясна. Но Алекс, ставший за прошедшее время специалистом по Сопротивлению, утешает себя тем фактом, что Лейша однажды прекратила свои полеты. Наверное, она достигла своей цели.
Тем временем Чейз сообщает с орбиты, что из пространства Армстронга выходит боевой линкор ашиуров. Им командует С’Калиана, прочитавший мысли Алекса. Оппозиция была права: так называемые «послы» ашиуров были шпионами, представлявшими военную клику своей планеты. Алекс требует, чтобы Чейз немедленно перешла на "Корсариус", она успевает в последний момент, а потом ашиуры взрывают их арендованный корабль. Однако они не трогают флагман Сима. Алекс присоединяется на орбите к Чейз и узнает, что на "Корсариусе" нет двигателей Армстронга. Но компьютер утверждает, что они есть и будут полностью заряжены через 20 часов. Задача героев заключается в том, чтобы продержаться эти часы. "Корсариус" представляет собой невероятно мощный корабль, его параметры далеко опережают все современные возможности человеческого флота, однако линкор ашиуров все равно сильнее. Ашиуры, используя сфокусированный лазер, уничтожают магнитные двигатели "Корсариуса". Чейз слишком поздно осознает, что забыла поднять щиты корабля.
Военный корабль ашиуров меняет траекторию и настигает героев за десять часов до возможного прыжка. Ашиуры требуют сдачи "Корсариуса", мотивируя это тем, что флагман Сима, попади он к людям, спровоцирует новую войну. Но Алекс, зная лживость С’Калиана, подозревает новую ложь. Ашиурам зачем-то нужен "Корсариус" — в противном случае они взорвали бы его вместе с людьми. Алекс и Чейз имитируют эвакуацию людей, а потом, дождавшись отключения силовых щитов линкора, наносят по нему мощный протонный удар, серьезно повреждая корабль врага. Ашиуры в панике бегут на периферию системы.
Спустя десять часов срабатывает межзвездный привод корабля. Его действие не похоже на работу двигателей Армстронга: на корабле внезапно темнеет, звезды размазываются в линии, а потом «Карсариус» мгновенно перемещается на орбиту Окраины. Двести лет назад деллаконлский физик Рашим Мачесны изобрел квантовый двигатель, позволяющий мгновенно покрывать значительные расстояния, чего не мог делать сверхсветовой двигатель Армстронга. Именно этим объясняется вездесущность Сима, и именно поэтому ашиуры мечтали о "Корсариусе". Им нужен был его двигатель для победы в войне. Находка дает человечеству огромное технологическое преимущество и заканчивает соперничество между человеком и ашиуром. Периметр стабилизируется, и между двумя цивилизациями развиваются более мирные отношения.
В эпилоге к роману читатель узнает, что Кристофер Сим не умер на планете, где его бросили. Он действительно был спасен Лейшей Таннер, и впоследствии жил под предполагаемой личностью Джерома Кортни, проведя значительное время как уважаемый младший брат в католическом монастыре на изолированной планете. Там он продолжал писать, создав много работ на исторические и философские темы.

### Главные герои
Алекс Бенедикт — авторитетный и очень успешный торговец археологических древностей. Его интерес к этой области вызвал его дядя Габриэль Бенедикт, который учил его с раннего возраста.
Габриэль Бенедикт — богатый пожилой человек, археолог-любитель, уважаемый и очень опытный в этой области. Он жил на Окраине, в стране к западу от Андиквара, планетарной столицы и столицы Конфедерации.
Чейз Колпат. В начале истории г-жа Колпат — опытный частный межзвездный пилот, который несколько раз работал с Габриэлем Бенедикт в течение нескольких лет.
С’Калиан — представитель цивилизации ашиуров на Окраине.
Хью Скотт — бывший знакомый Габриэля Бенедикта, позже член Планетарного Обзора и члена экипажа на Тенандроме на своем полете, чтобы исследовать звездную скопление Дамы-под-Вуалью.

### Второстепенные герои
Кристофер Сим — самый важный персонаж в «исторической» части книги, человек, вокруг которого вращается центральная тайна романа. По мере продвижения расследования Алекса автор раскрывает все больше и больше подробностей о Симе. Сим жил около 200 лет до «настоящего» времени романа, начиная с учителя древней истории на планете Деллаконда, который был пограничной планетой с периметром планет ашиуров. Макдевитт рассказывает о реакции Сима, его брата-политика Тариена Сима и других на Деллаконде и соседних приграничных планетах на угрозу ашиуров: они объединяются, образовав небольшую военно-космическую силу и ведут партизанскую войну («Сопротивление») в течение четырех или пяти лет против ашиуров. Автор рассказывает (одна из его главных тем), как Сопротивление столкнулось с апатией или откровенной враждебностью со стороны большинства других людей — против каждо й человеческой планеты, которая поддерживала Сопротивление, две другие оставались нейтральными.
Макдевитт изображает Кристофера Сима как маловероятного героя, который поднялся до героя через неожиданный «талант к войне», харизматичный военный гений, способный предвидеть планы своего врага и перехитрить их своими. В описании истории войны силы Сима в течение нескольких лет одержали ряд невероятных военных побед против превосходящих сил ашиуров благодаря сочетанию смелости, тактики, превосходного стратегического интеллекта и сверхъестественного понимания психологии ашиуров. Малочисленные силы Сима, («шестьдесят фрегатов и эсминцев, удерживающих массивные флотилии ашиуров»), казалось, были повсюду сразу. Макдевитт говорит нам, что стратегические успехи Сима тем не менее предвещали его окончательное тактическое поражение. В то время как общественное мнение (или даже правительственная политика) на человеческих планетах медленно поворачивалась в пользу Сопротивления, неизбежные потери сил Сима в битве и скудное пополнение с гораздо более крупными военными силами инопланетян в конечном итоге заставили Сима отступить. В кульминационной битве под Ригелем оставшиеся силы Сима и его знаменитый корабль, фрегат «Корсариус», были уничтожены. Только один корабль деллакондцев пережил битву. Военно-космический флот Сопротивления прекратил свое существование.
По словам автора, смерть Кристофера Сим в битве, как и у Леонида под Фермопилами, изменила все. Общественное мнение быстро развернулось и потребовало начать войны с ашиурами. Ранее нерешительные правительства во многих планетах теперь стали прилагать военные усилия; одно особо стойкое правительство было свергнуто разъяренным населением и его основными военными силами. В течение нескольких месяцев Тариен Сим и его коллеги смогли убедить большинство человеческих планет подписать Конституцию Конфедерации, создав федеральное правительство людей. Вооруженные силы «полсотни человеческих планет» были внесены в объединенный конфедеративный флот, который сражался с силами ашиуров и сохранил независимость человеческой цивилизации. Тариен Сим не дожил до этого дня; он был убит в битве незадолго до подписания Конституции до того, как человеческие силы начали мобилизацию.
Лейша Таннер — еще одна ключевая фигура, чьи представления (отраженные в ее частных газетах и журналах ее друга Уолфорда Кэндлза) раскрывают основную часть предыстории. Она была профессором в университете во время и после периода Сопротивления, специалистом по философии и литературе ашиуров. Ее переводы и статьи о самом значимом философе ашиуров, Тулисофале, по-прежнему считаются классическими во времена Алека Бенедикта. Она была активистом мира в первые годы Сопротивления, а затем стала офицером разведки и дипломатом для деллакондецев.
Рашим Мачесны — самый выдающийся физик во времена Сопротивления, эксперт в теории гравитационных волн. Мачесны заявил о поддержке Сопротивления в начале войны и присоединился к ним со своей научной командой. Aшиуры осудил его как военного преступника за создание передового оружия для военных сил Сима. Его главная очевидная ценность для Сопротивления была дипломатической. Вместе с Тариеном Симом Мачесны был публичным лицом Сопротивления. Его научный престиж придавал доверие его делу, его политическая кампании привлекала внимание общественности, его блестящие писания убеждали.
Уолфорд Кэндлз — профессор классической литературы, военный поэт, современник Кристофера Сима и друг Лейши Таннер. В романе его журналы — лучший источник информации о Лейше Таннер. Они также рисуют яркую картину жизни на внутреннем фронте во время Сопротивления.

## Критика
Стивен Сильвер с сайта SF написал: «Хотя „Военный талант“ не лучший роман Макдевита, он показывает признаки писателя, который еще только формируется. Даже при том, персонажи пока лишь слабо раскрыты, идеи автора находятся на переднем крае и умудряются поднять „Военный талант“ выше планки стандартной космооперы или научной фантастики».
Рецензент Русс Албери похвалил «уникальную перспективу» романа на тему первого контакта с инопланетянами, его «странного ощущения, которое одновременно и удобно и странно прозаично», и его «приятный, напряженный финал»:

Это не та книга, которая хватает и не отпускает читателя: текст не украшен, Алекс - это простой и логичный (если не эгоистичный) рассказчик от первого лица, а описание большинства персонажей оставляет желать лучшего. Но в своей загадочности история вызывает ассоциации с такими увлекательными ТВ-шоу, как «Тайны истории». Образ археологического и исторического творчества кажется правильным. Существуют тупики, свидетели с подозрительными мотивами, ложь и преувеличения, документы и расплывчатые мемуары или написанные людьми только для помощи в расследовании герою и даже чудесно сохранившееся историческое общество.
Ученый-фантаст Джон Клют, сравнивая второй роман Макдевита с его первым — «Послание Геркулеса», написал: «Военный талант» (1988 [sic]), история которого описывается в галактике тысячелетия спустя, и следовательно, описывает религиозную структуру вокруг центрального сюжета, в котором молодой человек должен прокладывать себе путь через неустроенные внутренние районы, разделяющие человеческое и инопланетное пространство, в поисках тайны, которая может разрушить репутацию человека, который был героем в недавней войны. В обоих романах [Макдевит] мужественно сражается с задачей, которую он поставил перед собой: навязыванием по существу созерцательной структуры на конвенциях, предназначенных для насильственных действий. Он время от времени близок к успеху".

## История написания
Части глав 9 и 22-24 были опубликованы в качестве новеллы в февральском выпуске журнала Asimov’s Science Fiction в феврале 1987 года под названием «Голландец».
Части главы 15 были опубликованы в другой форме в качестве новеллы в выпуске журнала Asimov’s Science Fiction в марте 1988 года под названием «Восход солнца».
Ace Books первоначально опубликовала «Военный талант» в мягкой обложке на массовом рынке в феврале 1989 года. Ace Books переиздала книгу в мягкой обложке на массовом рынке в июле 2004 года. В июне 1989 года она также опубликовала издание для книжного Клуба научной фантастики.
В Великобритании издательство Kinnell опубликовало книгу в твердой обложке, а в июне 1989 года издательство Сфера опубликовало книгу в мягкой обложке. В сентябре 2000 года издательство Meisha Merlin опубликовало книгу в твердой обложке и в двойной книге вместе с «Посланием Геркулеса», более ранним романом Макдевита, под названием Hello Out There.